# Église Santa Rita de Cássia
Pour les articles homonymes, voir Église Sainte-Rita et Cassia (homonymie).
L'église Santa Rita de Cássia est une église catholique d'importance historique et artistique située dans la ville de Rio de Janeiro, au Brésil, répertorié par l'Institut national du Patrimoine Artistique en 1938.

## Histoire
Sa fondation est due à Manoel Nascentes Pinto et son épouse Antonia Maria, propriétaires d'une peinture à l'huile à l'effigie de la mystique italienne. Au fur et à mesure que la dévotion populaire envers Santa Rita, dont le culte domestique était ouvert au public, grandissait, ils décidèrent d'acquérir une image sculptée pour en faire la patronne de la future chapelle. Cette image est restée dans l'église de Nossa Senhora da Candelária alors que la chapelle n'était pas prête.
Le terrain de l'église a été acheté en 1718, la première pierre a été posée en 1719 et en 1721, le couple a fait don du chœur, de la sacristie et du consistoire, ainsi que des outils donnés par le couple Pinto . Cependant, ils ont exigé des privilèges de patronage sur l'église, ce qui a conduit à un différend avec le diocèse, qui n'a été résolu que des années plus tard avec le retrait de la réclamation du fils de Dom Manoel, Ignacio Nascentes Pinto.
En attendant, la famille a gardé l'église pour eux, comme oratoire privé. La nef a été achevée en 1728, comme indiqué sur la façade. La famille a certainement renoncé à l'église à partir de 1741, à peu près à la même époque où les noirs morts avant d'être vendus comme esclaves ont commencé à y être enterrés .
L'ancienne confrérie de Santa Rita, constituée au moment de la donation, a été transformée en Irmandade do Santíssimo Sacramento de Santa Rita lorsque le temple a été élevé à la condition d'église paroissiale de la zone qui était alors la banlieue de la ville de Rio de Janeiro. Le territoire de la paroisse de Santa Rita comprenait le quartier de Vila Verde (partie nord du Centre), les collines de São Bento et Conceição, et les criques de Valongo et Gamboa.
La création en paroisse respectait les dates suivantes : siège paroissial par disposition du 9 janvier 1749 ; démembrement du territoire de Nossa Senhora da Candelária le 29 janvier 1751, érection en presbytère le 5 mai 1753, présentation du premier curé perpétuel, João Pereira de Araújo e Azevedo, le 29 du même mois.
Entre 1753 et 1759, furent refaits le fronton, la flèche de la tour et toutes les boiseries de l'intérieur, qui commençaient à montrer un style rococo. En 1870, le frontispice sculpté est remplacé par un simple arc .

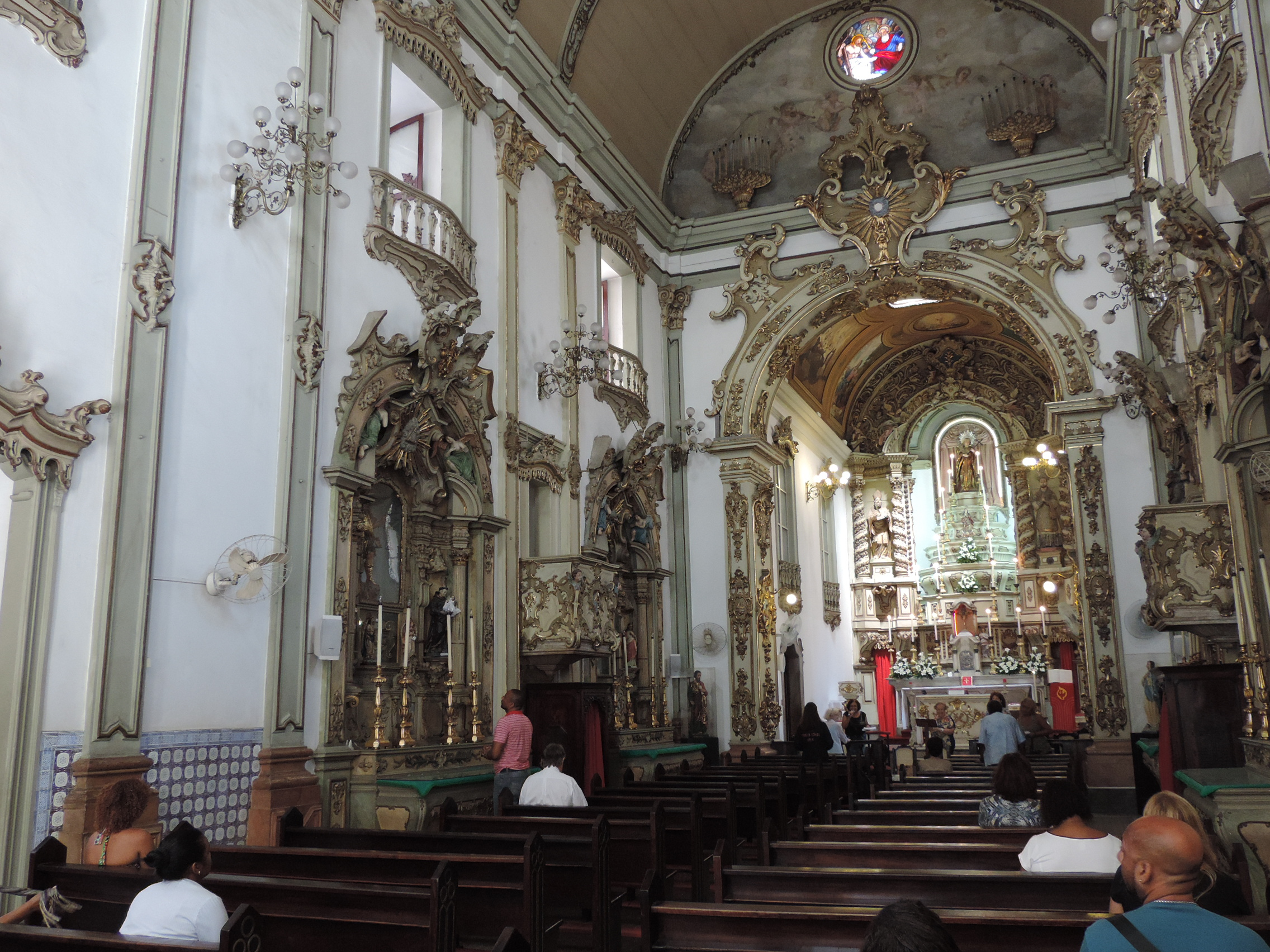
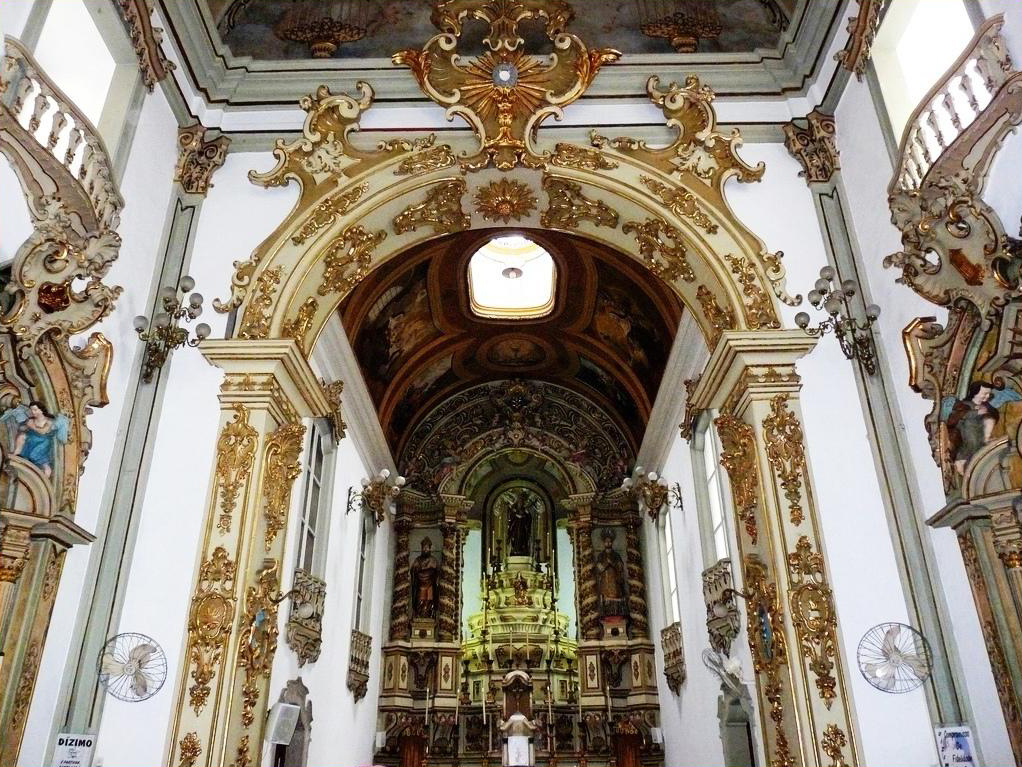
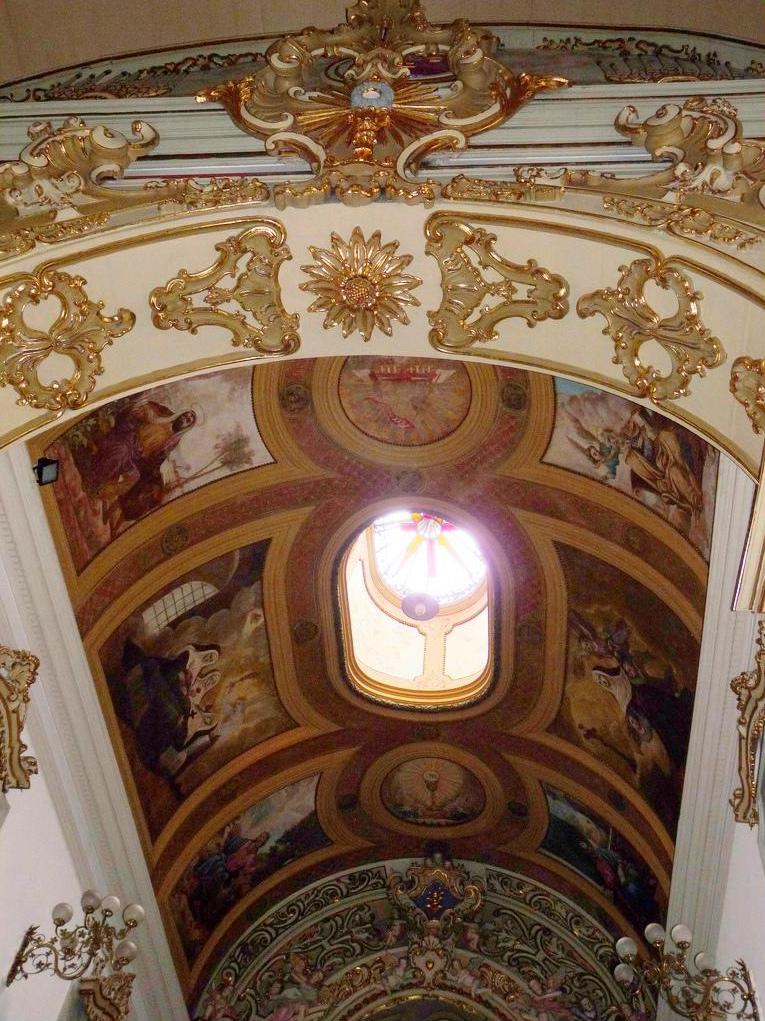
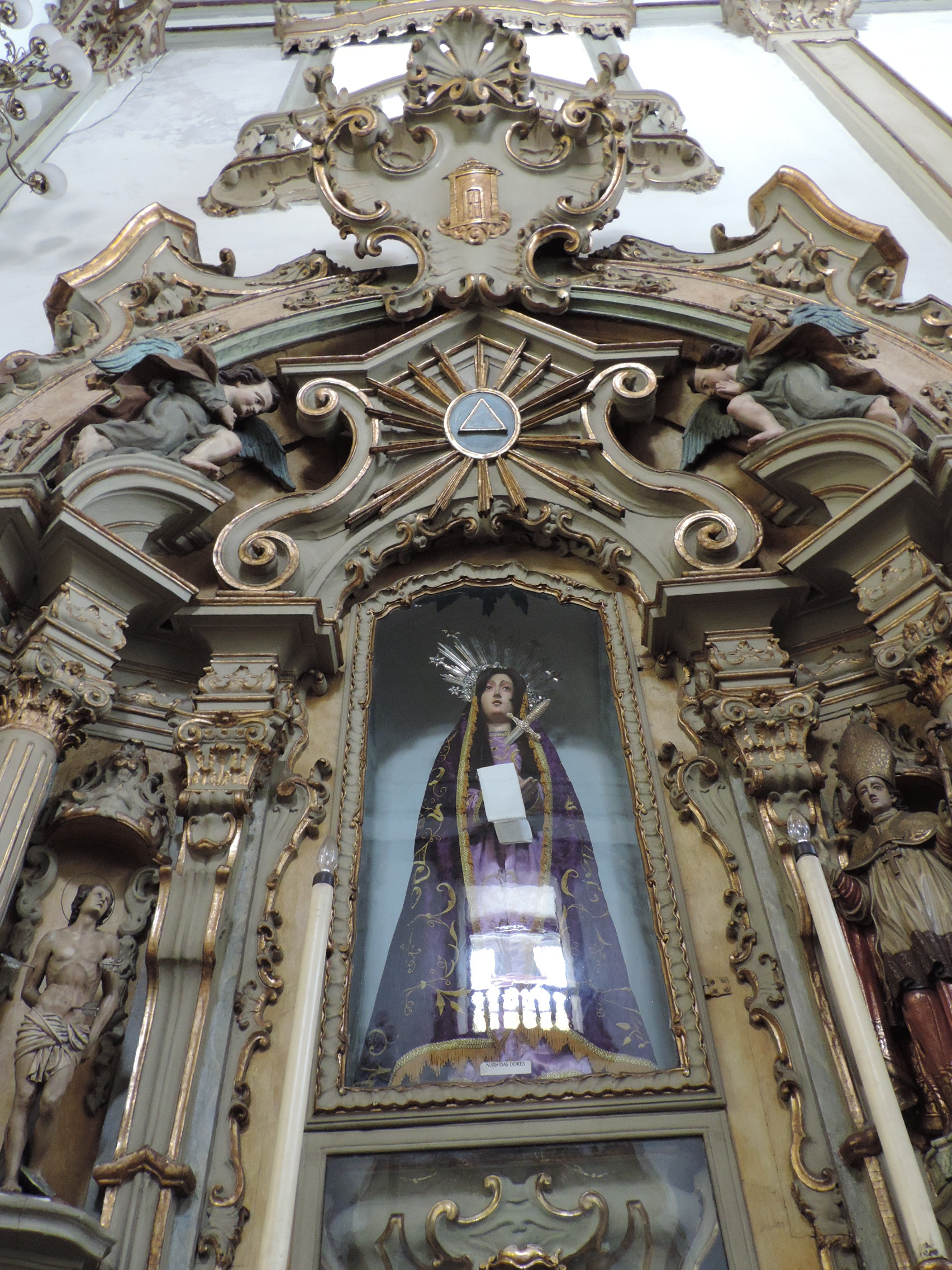